# كأس رابطة الأندية الإنجليزية المحترفة 2004–05
كأس رابطة الأندية الإنجليزية المحترفة 2004–05 (بالإنجليزية: 2004–05 EFL Cup)‏ هو الموسم رقم 45 من كأس رابطة الأندية الإنجليزية المحترفة. والمعروفة أيضًا باسم كأس كاراباو (بالإنجليزية: Carabao Cup)‏ لأسباب تتعلق بالرعاية. المسابقة مفتوحة أمام جميع الأندية المشاركة في الدوري الإنجليزي الممتاز و‌دوري كرة القدم الإنجليزية.
فاز تشيلسي باللقب، بعد فوزه على ليفربول 3–2 في النهائي.